# Volker Schlöndorff
Volker Schlöndorff, (31. ožujka 1939. u Wiesbadenu), njemački je filmski redatelj. 

## Životopis
Volker Schlöndorff rođen je u Wiesbadenu, odrasta u Schlangenbadu u Taunusu a kasnije razrede gimnazije pohađao je u rodnom mijestu. 1956. putuje u Francusku u okviru razmjene učenika i ostaje u Francuskoj gdje dobiva svoj Baccalauréat. U Parizu je studirao pravo pri Institutu des Hautes Etudes Cinematographiques (IDHEC) gje je upoznao Louisa Mallea. 1960. godine pod pseudonimom Volker Loki napravio je kratki film "Wen kümmert's". Radio je i kao asistent za Ludwiga Bergera, Louisa Mallea, Jean-Pierrea Melvillea i Alaina Resnaisa. 1963. – 1964. napisao je svoj prvi scenarij Der Junge Törless po romanu "Die Verwirrungen des Zöglings Törleß" Roberta Musila za što dobiva stipendiju koja mu je omogućila da realizira projekt. Film je dobio nekolio nagrada i smatra se prvim internacionalnim uspjehom novog njemačkog filma. 1969. fodine Schlöndorff osniva zajedno s Peterom Fleischmannom produkcijsku tvrtku Hallelujah-Film GmbH. 1974. zajedno s Reinhard Hauff Bioskop-Filmom GmbH producira svoj prvi film zajedno s Eberhardom Junkersdorfom. 
1975. režirao je Schlöndorff zajedno s Margarethe von Trotta film Izgubljenu čast Katharine Blum po romanu Heinricha Bölla. Njegov proboj na svjetsku scenu dolazi s ekranizacijom romana Güntera Grassa "Limeni bubanj". Limeni bubanj je dobio Zlatnu palmu na Filmskom festivalu u Cannesu 1979. i Oscara za najbolji strani film.